# Vuelo 688 de PIA
El vuelo 688 de Pakistan International Airlines (PIA) (PK688, PIA688) fue un vuelo programado para salir de la ciudad de Multan, hacer escala en Lahore y aterrizar en Islamabad, las tres ciudades ubicadas en Pakistán, el 10 de julio de 2006. El avión se estrelló a las 12:45 (UTC +5) en un campo, después de que uno de sus dos motores fallara poco antes de su despegue del Aeropuerto Internacional de Multan. Los 41 pasajeros y los cuatro miembros de la tripulación murieron como resultado de la catástrofe.

## Avion
El avión era un Fokker F-27 registrado como AP-BAL con un número de serie de 10243. El avión fue fabricado en febrero de 1964 y fue entregado a Pakistan International Airlines en 1979. Según el libro de registro, el avión tuvo un total de horas de vuelo de 73.591. Anteriormente había operado para All Nippon Airways hasta marzo de 1973 como JA8623 cuando fue entregado a TAT y registrado F-BUFE. Al momento del accidente tenía 42 años y 4 meses.
Los motores fueron producidos por Rolls-Royce. El motor izquierdo y el motor derecho se fabricaron en 1959 y 1958, respectivamente. Ambos motores habían sido reacondicionados en las instalaciones de PIA Ispahani Hangar aproximadamente un año antes del accidente. 

## Accidente
El avión Fokker F27 perdió contacto con la torre de control del Aeropuerto Internacional de Multan dos minutos después del despegue. La aeronave chocó contra un tendido eléctrico de alta tensión antes de estrellarse en un campo de trigo. La causa del accidente fue la pérdida de potencia en el motor número dos del avión.

## Víctimas
Entre las víctimas estaban Asmatullah Khan, gerente de servicios legales de Pakistan International Airlines, los jueces de la corte de Lahore Muhammad Nawaz Bhatti y Nazir Ahmed Siddiqui, tres militares, el doctor Muhammad Naseer Khan, vicerrector de la Universidad Bahauddin Zakariya y Abdul Rauf Sheikh, profesor de la misma institución; el destacado neurocirujano Iftikhar Ali Raja y ocho mujeres, de las cuales dos eran parte de la tripulación. Uno de los asistentes de vuelo fue encontrado vivo tras el accidente, pero falleció poco después.

## Investigación
Un equipo especial de investigación fue creado por Pakistan International Airlines el cual presentó un reporte acerca del accidente una semana después de haber ocurrido. Al mismo tiempo, la asociación de empleados de la empresa culpó a la administración de la misma de operar los vuelos con poco personal, oficiales incompetentes y trabajadores poco calificados para la aviación, factores que consideraron habían originado el desastre del vuelo 688.
Las investigaciones sobre el accidente concluyeron que este fue originado por fallas en uno de los motores del avión, causados por errores en su mantenimiento.